# Tempo de Melodia
Tempo de Melodia (em inglês:  Melody Time) é um filme estadunidense do gênero animação produzido pela Disney em 1948. É o sexto filme do estúdio composto únicamente por segmentos.
É o décimo longa-metragem de animação dos estúdios Disney e foi lançado nos cinemas em 27 de maio de 1948. O filme foi produzido por Walt Disney e dirigido por quatro diretores: Jack Kinney, Clyde Geronimi, Hamilton Luske e Wilfred Jackson.

## Segmentos do filme

### Era uma vez no inverno
Um menino e sua namorada patinam no gelo em uma noite de inverno. Mas, depois de um desacordo, o gelo acaba quebrando, a ponto de quase causar uma tragédia para uma garota. O garoto parte para um resgate dramático, auxiliado pelos animais da floresta e pelos cavalos (pertencentes aos cavalos azuis e ao Meanie Boy) no carrinho. Esse curta também foi usado pela Disney em vídeo com a música Jingle Bells (também pertencia aos cavalos azuis e Meanie Boy).

### A Dança do Zangão
Esse segmento trata de um pesadelo surrealista vivido por uma abelha solitaria, que tenta desesperadamente escapar de imagens materializadas pela música frenética.

### Johnny Semente-de-Maçã
Esse segmento reconta a história de John Chapman, que passou a maior parte de sua vida vagando pelos Estados Unidos (principalmente Illinois e Indiana) e plantando macieiras, ganhando assim seu apelido. Dennis Day narrou e dublou todas as vozes exceto o anjo, que foi dublado por Dallas McKennon.
Este segmento foi re-lançado independentemente em 25 de Dezembro de 1955 como Johnny Appleseed.

### O Rebocador Apitinho
Esse segmento é adaptado de um poema de Hardie Gramatky e mostra um pequeno rebocador que procura ser igual ao seu pai mas, sem querer, provoca uma série de acidentes e é banido do porto. Durante uma forte tempestade, porém, tem a chance de demonstrar sua bravura e de reabilitar-se.

### Árvores
Esse segmento recita um famoso poema do autor americano Joyce Kilmer, uma visão lírica das estações do ano.

### A Culpa é do Samba
Esse segmento traz o Pato Donald e Zé Carioca às voltas com uma ave maluca dos trópicos, o Aracuã, que os introduz nos segredos do samba.

### Pecos Bill
É o segmento final, onde este famoso herói do Texas, o maior vaqueiro que já houve na face da terra, junto ao seu fiel cavalo Widowmaker, mostram a grandiosidade exageradamente grande do Texas e dos texanos. Pecos apaixona-se pela beldade Slue-Foot Sue, e o desenho é na verdade a história narrada pelo cowboy Roy Rogers às crianças Bobby Driscoll e Luana Patten. Este segmento foi posteriormente editado digitalmente, apagando-se o cigarro que Pecos Bill fumava nalgumas cenas.

## Elenco
- Roy Rogers como Ele mesmo; narrador; cantor (Pecos Bill)
- Trigger como Ele mesmo
- Dennis Day como Narrador; cantor; personagens (Johnny Semente-de-Maçã)
- Andrews Sisters como Cantoras (O Rebocador Apitinho)
- Fred Waring and the Pennsylvanians como Cantores (Árvores)
- Freddy Martin como Compositor (A Dança do Zangão)
- Ethel Smith como Organista (A Culpa é do Samba)
- Frances Langford como Cantora (Era uma vez no inverno)
- Buddy Clark como Cantor; narrador
- Bob Nolan como Ele mesmo; cantor; narrador (Pecos Bill)
- Sons of the Pioneers como Eles mesmos; cantores; narradores (Pecos Bill)
- The Dinning Sisters como Cantoras (A Culpa é do Samba)
- Bobby Driscoll como Ele mesmo (Pecos Bill)
- Luana Patten como Ela mesma (Pecos Bill)
- Mel Blanc como Rebocador Apitinho (efeitos sonoros e assobios) (O Rebocador Apitinho)
- Thurl Ravenscroft como Rebocador Apito (efeitos sonoros e assobios) (O Rebocador Apitinho); cantor
- Bill Lee como Cantor

## Música
- No segmento Árvores, The Dinning Sisters fazem o vocal, acompanhadas pela organista Ethel Smith.
- Frances Langford canta a música título no segmento Era uma vez no inverno.
- A canção do segmento A Dança do Zangão foi uma cortesia de Freddy Martin e sua orquestra (com a participação do pianista Jack Fina), interpretando uma versão jazzística de Flight of the Bumble Bee, de Rimsky-Korsakov, que foi uma das músicas planejadas para integrar Fantasia até ser descartada.
- The Andrews Sisters são as cantoras do segmento O Rebocador Apitinho.

## Lançamento
- Tempo de Melodia foi lançado primeiro no Japão em laserdisc no dia 25 de janeiro de 1987 e em VHS dia 2 de junho de 1998 na coleção Walt Disney Masterpiece Collection. O laserdisc japonês não é cortado no segmento Pecos Bill.
- Seu último lançamento em home-video foi em VHS e DVD no dia 6 de junho de 2000.
- No Brasil, o filme foi lançado nos cinemas em 2 de julho de 1948 e em Portugal no dia 12 de abril de 1952.